# 滋賀県立美術館
滋賀県立美術館（しがけんりつびじゅつかん、英: Shiga Museum of Art、英略称:SMoA）は滋賀県大津市にある美術館。

## 概要
1984年8月に「滋賀県立近代美術館」として開館。びわこ文化公園の文化ゾーンに位置し、周囲には滋賀県立図書館、滋賀県埋蔵文化財センター、茶室『夕照庵』等がある。建物の設計は日建設計（小角亨）および滋賀県土木部建築課。近代日本画、郷土ゆかりの美術、戦後アメリカの現代美術、アール・ブリュットを中心として展示している。中庭には、アレキサンダー・カルダーがシカゴ市内に設置したパブリックアート「フラミンゴ」の大型の試作品（マケット）が展示されている。
2017年4月から建物の老朽化のため長期休館。改修工事を行い、2021年6月27日、「滋賀県立美術館」と名称も新たにリニューアルオープン。
エントランス周辺をウェルカムゾーンとして位置づけ、クリエイティブユニットgrafの勧誘によりショップ＆カフェやキッズスペースが整備されたほか、VIデザインをUMA/design farmが担当した。

## 新生美術館をめぐる経過
2012年、「新生美術館」として、新館建設・既存館改修・公園整備など美術館全体の再整備を行い、新たに仏教美術（旧琵琶湖文化館が保管）、アール・ブリュットを収蔵・展示するなど「美の滋賀」拠点施設とする構想が嘉田由紀子前知事のもとで打ち出された。
2015年、プロポーザルで、金沢21世紀美術館を手がけたSANAAが選定され、2017年、建設工事の入札が行われたが、建設費の高騰もあり不調に終わり、2020年春のオープンは絶望的となった。
その後、滋賀県は設計内容の見直しなどを行ったが、三日月大造知事が県議会と約束した47億円に費用を収めることができず、2018年、知事は新生美術館の計画を凍結することを表明した。これにより、SANAAの設計した建築計画は事実上破棄されることになった。
滋賀県は、2019年度から2ヶ年で既存館の老朽化対策を行い、2021年6月にリニューアルオープンを果たした。
なお、新生美術館の凍結により行き先がなくなった旧琵琶湖文化館が保管する仏教美術品については、改めて専門家による委員会で検討が行われ、大津市浜大津に新たな展示施設が整備される方針となった。

## 施設

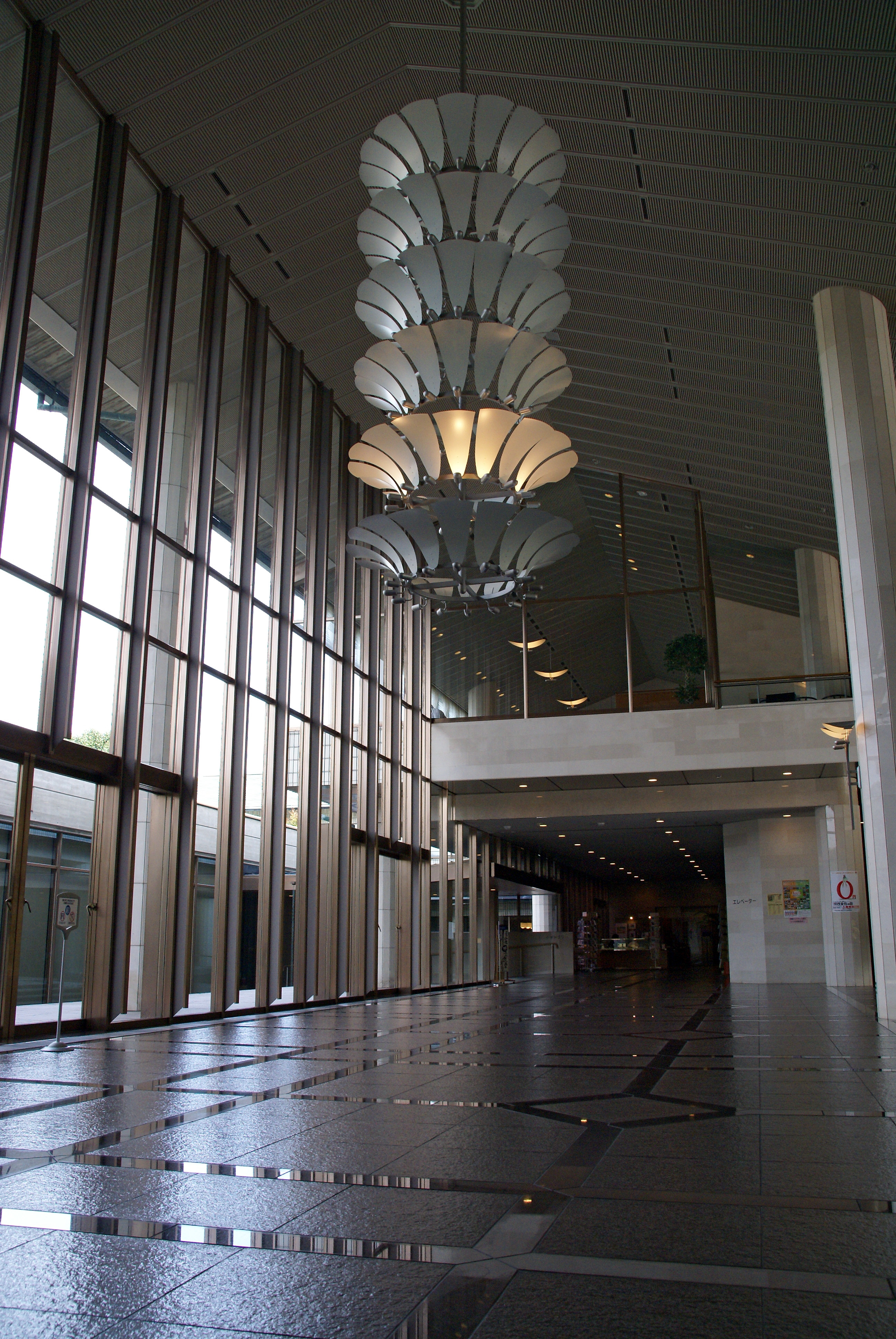
エントランスロビー

- 常設展示室1
- 常設展示室2
- 企画展示室
- ギャラリー
- ラボ
- 木のホール
- ポップアップ・ギャラリー
- ミュージアムショップ＆カフェ
- コールダーの庭
- レストラン

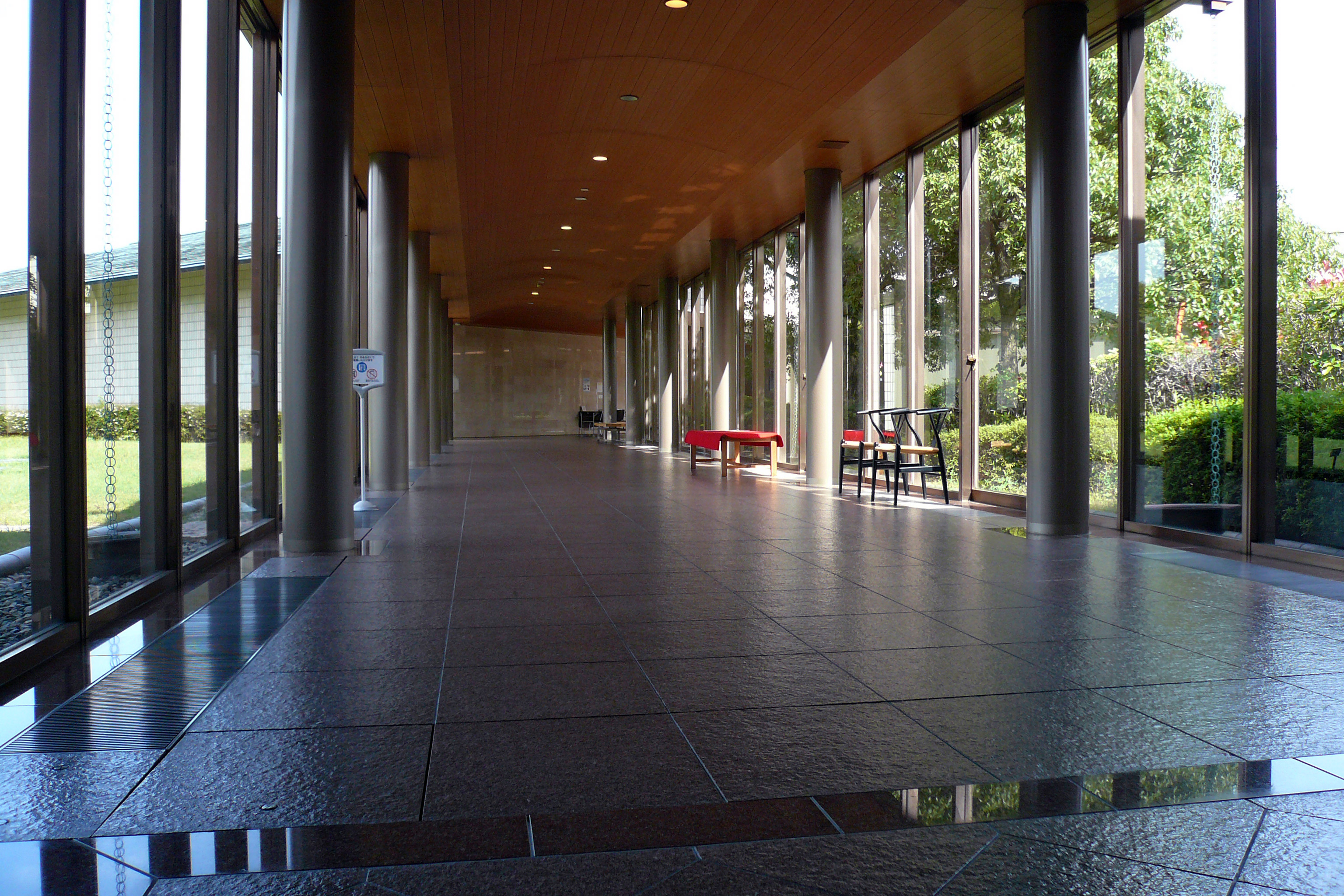
回廊（常設展示室と特別展示室を結ぶ）
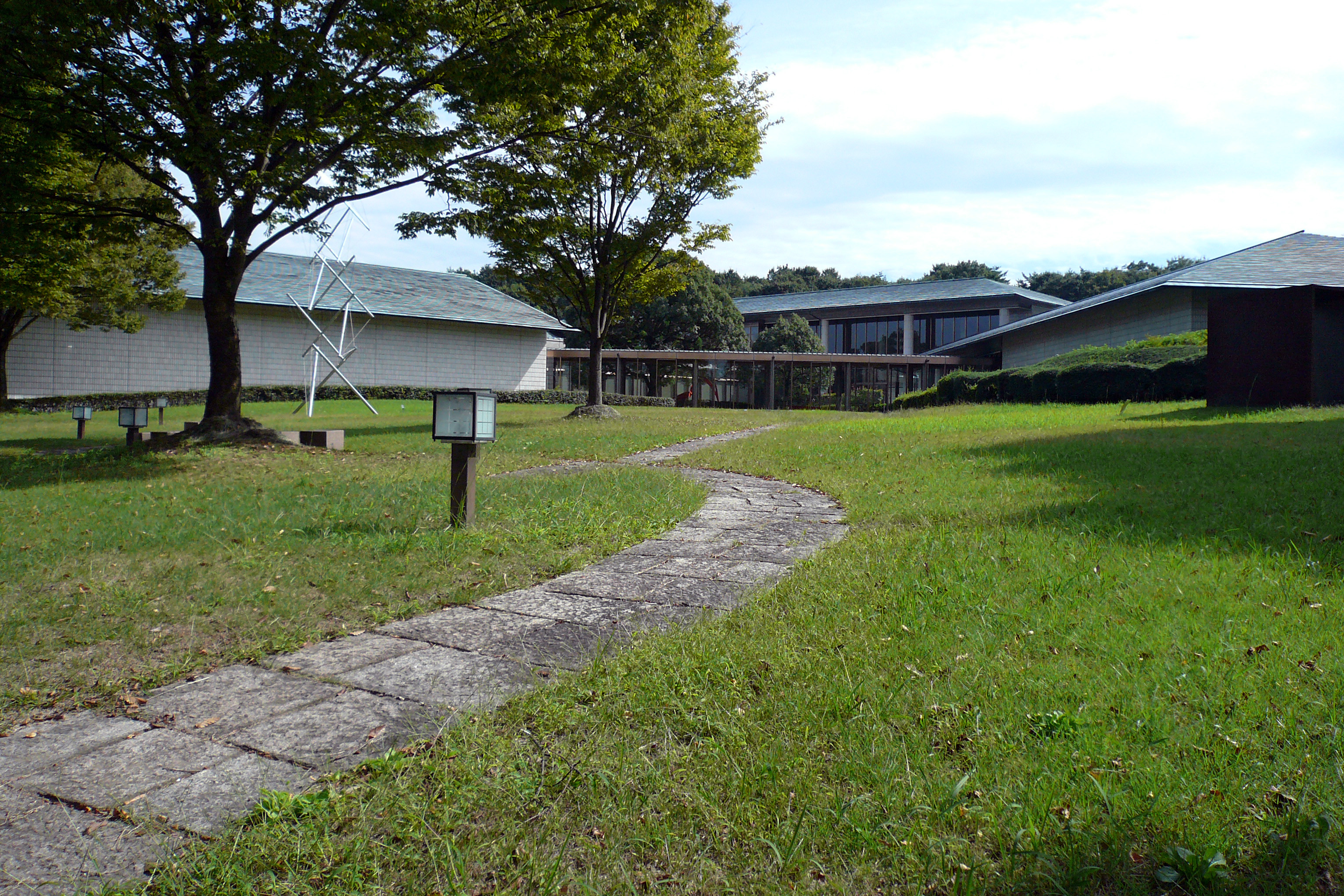
中庭

## 主な収蔵品
- 下村観山 - 「鵜鴎図」 （1901）、「観音図」（1911）、「維摩図」
- 菱田春草 - 「雪の山」（1909）、「落葉」（1909）、「雪後の月」（1902）
- 速水御舟 - 「菊写生帳」（1920）、「洛北修学院村」（1918） 、「鴫・柿・実」（1929）「遊魚」（1922）
- 小倉遊亀 - 「童女入浴」（1926 ）、「受洗を謳う」（1936）、「夏の客」（1942）、「家族達」（1958）、「憩う」（1960）、「姉妹」（1970）
- 「近江名所図」（室町時代）、国の重要文化財
- アンリ・マティス - 「オセアニア　海」（1946）、「オセアニア　空」（1946）
- マーク・ロスコ - 「ナンバー28」（1962）
- アンディ・ウォーホル - 「マリリン」（1967）、「キャンベル・スープ」（1968）、「フラワーズ」（1970）、「電気椅子」（1971）、
- サム・フランシス - 「サーキュラー・ブルー」（1953）
- フランク・ステラ - 「バルパライソ・フレッシュ」（1964）、「イスファハーン」（1967）、「ブラック・シリーズII」8点組（1967）
- パブロ・ピカソ - 「パピエ・コレ」（1966）、「ヴァイオリンとびん」（1966）、「ひびのはいったラム洒のびん、グラス、新聞」（1966）、
- ジャスパー・ジョーンズ - 「ノー」（1969）、「おとりII」、「ナンバーズ」（1967）
- 澤田真一 - 「無題」（不詳）
- 古久保憲満 - 「オレゴン州の街」（2013）

## 建築概要
- 設計 - 滋賀県土木部建築課、日建設計[4]
- 竣工 - 1983年[4]
- 延床面積 - 8,544.4m2[4]
- 所在地 - 〒520-2122 滋賀県大津市瀬田南大萱町1740-1[4]

## アクセス
交通機関
- JR琵琶湖線（東海道本線）瀬田駅から帝産湖南交通で「文化ゾーン前」下車（※一部の便は「(文化ゾーン)県立図書館・美術館前」下車に変わる）

自動車
- 新名神高速道路 草津田上ICから瀬田方面へ約2 km。